# Viola flos-idae
Viola flos-idae är en violväxtart som beskrevs av Georg Hans Emmo Emo Wolfgang Hieronymus. Viola flos-idae ingår i släktet violer, och familjen violväxter. Inga underarter finns listade i Catalogue of Life.